# Афрасиаб (музей)
Музей истории Самарка́нда «Афрасиа́б» (узб. «Afrosiyob» Samarqand tarixi muzeyi) — музей, расположенный в Самарканде (Узбекистан). Посвящен истории города Самарканда и его окрестностей. Здание музея расположено в северо-восточной части города, возле древнего городища Афрасиаб, который является одним из крупнейших археологических памятников в мире.
Здание музея было построено в 1970 году в честь 2500-летнего юбилея Самарканда по инициативе руководства Узбекистана. Архитекторы — Ш. Р. Азатян и Б. А. Арзуманян.
Музей рассказывает о истории основания города Самарканда, о его дальнейшей истории, рассказывает о городище Афрасиаб. В музее представлены различные экспонаты, в том числе найденные артефакты в ходе раскопок на территории Афрасиаба, Самарканда и их окрестностей. Среди них, остатки древних клинков, оссуарии, ножей и других режущих предметов, стрел, монет, керамики, древние рукописи и книги, статуэтки и другие древние повседневные предметы. Одним из примечательных экспонатов является уникальные сохранившиеся фрески самаркандского дворца, принадлежащего династии ихшидов (VII—VIII века). В музее часть экспонатов связана с доисламской эпохой, частично связано с местным вариантом зороастризма, который был основной религией в Согде до прихода ислама.

## Галерея
- Древняя фреска, найденная в Афрасиабе
- Древняя фреска, найденная в Афрасиабе
- Согдийский оссуарий
- Согдийский оссуарий
- Оссуарий
- Тарелка эпохи Тимуридов
- Средневековая лепнина из орнаментов